# Šigeru Mijamoto
Šigeru Mijamoto (japonsky 宮本茂, Mijamoto Šigeru, * 16. listopadu 1952, Sonobe, Japonsko) je japonský tvůrce a producent videoher, který od roku 1977 pracuje ve společnosti Nintendo. Je tvůrcem jedněch z nejznámějších a nejvlivnějších her na světě.
Mijamoto vytvářel hry pro všechny konzole od Nintenda. Zasloužil se o vznik proslulých herních sérií jako Super Mario, The Legend of Zelda, Star Fox, Donkey Kong nebo Pikmin.

## Hry
Šigeru Mijamoto se podílel na tvorbě více než 100 her. Zde jsou některé z nich:
- Donkey Kong (1981)
- Mario Bros. (1983)
- Super Mario Bros. (1985)
- The Legend of Zelda (1986)
- Zelda II: The Adventure of Link (1987)
- Super Mario Bros. 2 (1988)
- Super Mario Bros. 3 (1988)
- F-Zero (1990)
- Super Mario World (1990)
- Super Mario Kart (1992)
- Super Mario 64 (1996)
- The Legend of Zelda: Ocarina of Time (1998)
- Super Smash Bros. (1999)
- The Legend of Zelda: Majora's Mask (2000)
- Pikmin (2001)
- Super Mario Sunshine (2002)
- Metroid Prime (2002)
- Pikmin 2 (2004)
- Nintendogs (2005)
- Wii Sports (2006)
- Super Mario Galaxy (2007)
- Super Mario 3D Land (2011)
- Pikmin 3 (2013)
- Splatoon (2015)
- Super Mario Maker (2015)
- The Legend of Zelda: Breath of the Wild (2017)
- Super Mario Oddysey (2017)
- Luigi's Mansion (2019)